# ووادسواووو (استان لهستان بزرگ‌تر)
ووادسواووو (به لاتین: Władysławów) یک روستا در لهستان است که در گمینا ووادسواووو واقع شده‌است.
 ووادسواووو  ۱٬۶۲۵ نفر جمعیت دارد.